# Jean Charles Galissard de Marignac
Jean Charles Galissard de Marignac (24. duben 1817 Ženeva – 15. duben 1894 Ženeva) byl švýcarský chemik, jehož práce s atomovými hmotnostmi podpořila možnost izotopů a obalové části jádra a jehož studie o vzácných zemských prvcích vedla k objevu ytterbia v roce 1878 a spoluobjevu gadolinia v roce 1880.
Narodil se v Ženevě. Když mu bylo 21 let, začal studovat na Polytechnické škole v Paříži a v letech 1837–1839 studoval na École des Mines. Po krátkém působení v Liebigově laboratoři v Giessenu a v porcelánce v Sévres se stal v roce 1841 profesorem chemie na ženevské akademii. V roce 1845 byl jmenován profesorem mineralogie a obě křesla si udržel do roku 1878, kdy ho smrtelná nemoc donutila odstoupit. Zemřel v Ženevě.
Marignacovo jméno je známo díky důkladným a přesným zjišťováním atomových vah, což se mu povedlo u padesátisedmi prvků. V provádění tohoto úkolu měl za cíl vyzkoušet Proutovu hypotézu, stejně jako J. S. Stas. Od belgického chemika se ale lišil v posouzení možnosti, že tato hypotéza by měla určitý stupeň platnosti. Během svého života věnoval velkou pozornost vzácným prvkům a problému jejich oddělení a rozlišení; v roce 1878 získal ytterbium z něčeho, co mělo bylo považováno za čisté erbium a o dva roky později objevil v samarskitu gadolinium a samarium.
V roce 1858 určil izomorfismus fluostanátů a fluosilikátů a tím položil obtížnou otázku složení kyseliny křemičité; následně studoval fluosoli zirkonia, boru, wolframu atd. Připravil křemičitowolframovou kyselinu, jeden z prvních příkladů komplexních anorganických kyselin. Marignac objevil, že niob a tantal mohou být rozděleny částečnou krystalizační separací dipotásia heptafluorotantalu z dipotásia oxypentafluoroniobátu monohydrátu, což byl proces využívaný komerčně do té doby, než byl v 50. letech nahrazen rozpustnou separací fluoridů.
Ve fyzikální chemii provedl mnoho výzkumů v oblasti přirozenosti a procesu roztoku, zkoumal především teplotní efekty vytvořené ředěním solných roztoků, variací specifického tepla solných roztoků s teplotou a koncentrací a fenoménem kapalné difúze.